# Agata Barwińska
Agata Barwińska (ur. 27 lipca 1995 w Iławie) – polska żeglarka, startująca w klasie ILCA 6 (Laser Radial), olimpijka z Paryża (2024), srebrna medalistka mistrzostw świata (2021) oraz złota (2021 i 2022) i brązowa (2020) medalista mistrzostw Europy w klasie ILCA 6.

## Życiorys
Jest zawodniczką SSW MOS Iława.
W 2013 została wicemistrzynią świata juniorek, w 2014 młodzieżową mistrzynią świata (kat. U21). Reprezentowała Polskę na mistrzostwach świata seniorek (2015 - 33. miejsce 2016 - 38. miejsce, 2017 - 10. miejsce, 2019 - 22. miejsce, 2020 - 23. miejsce, 2021 - 2. miejsce, 2022 - 7. miejsce, 2024 - 24. miejsce) i mistrzostwach Europy seniorek w klasie ILCA 6 (2013 - 48. miejsce, 2014 - 73. miejsce, 2016 - 33. miejsce, 2017 - 24. miejsce, 2018 - 16. miejsce, 2019 - 23. miejsce, 2020 - 3. miejsce, 2021 - 1. miejsce, 2022 - 1. miejsce, 2023 - 6. miejsce, 2024 - 7. miejsce), a także na mistrzostwach świata w 2014 (82 m.), 2018 (20 m.), 2023 (18. miejsce) i igrzyskach olimpijskich w 2024 (15. miejsce).
W 2021 została sportowcem roku województwa warmińsko-mazurskiego.
Żeglarstwo uprawiała także jej siostra, Paulina.